# راشدن
latitudeراشدنstatic_image_titleراشدنlongitudeراشدن
راشدن (به انگلیسی: Rushden) یک منطقهٔ مسکونی در انگلستان است که در میدلند شرقی واقع شده‌است.

## خصوصیات
راشدن ۲۹٬۲۶۵ نفر جمعیت دارد.